# Poecilocloeus flavipictus
Poecilocloeus flavipictus is een rechtvleugelig insect uit de familie veldsprinkhanen (Acrididae). De wetenschappelijke naam van deze soort is voor het eerst geldig gepubliceerd in 1913 door Lawrence Bruner.